# الکساندر لازوتکین
الکساندر لازوتکین (به انگلیسی: Aleksandr Lazutkin) فضانورد اهل کشور روسیه است که در ۳۰ اکتبر ۱۹۵۷ میلادی در مسکو زاده شد. وی در مأموریت سایوز تی‌ام-۲۵ حضور داشته است و به ایستگاه فضایی میر سفر کرد.

## زندگی‌نامه
الکساندر لازوتکین در ۳۰ اکتبر۱۹۵۷ در مسکو به دنیا آمد. وی در سال ۱۹۷۵ دبیرستان را به پایان رساند و در سال ۱۹۸۱ به عنوان مهندس مکانیک با تخصص مکانیک تجهیزات پروازی از پژوهشکده حمل و نقل هوایی مسکو فارغ‌التحصیل شد. لازوتکین از آوریل سال ۱۹۸۱ به عنوان مهندس در بخش شماره۶۰۷ پژوهشکده حمل و نقل هوایی مسکو کار می‌کرد و سپس در شرکت انرگیا مشغول به کار شد. او مسئول آموزش استفاده از سامانه‌های مختلف به فضانوردان آینده از جمله راهپیمایی فضایی بود.

## عضویت در گروه فضانوردان
الکساندر لازوتکین در سال ۱۹۸۹ به عنوان نامزد سفر به فضا انتخاب شد و از ۱۹۹۲ در مرکز آموزش فضانوردان در شهر ستاره‌ای دوره تعلیمات عمومی فضانوردی را طی کرد و در ۱۹۹۴ موفق به دریافت گواهینامه فضانوردی شد.

## سفر به فضا
لازوتکین چند دوره به عنوان عضو گروه‌های پشتیبانی، همراه با فضانوردان اصلی تمام مراحل آموزش را طی می‌کرد و سرانجام ۱۰ فوریه سال ۱۹۹۷ به عنوان مهندس پرواز سفینه فضایی «سایوز تی. ام-۲۵» به فرمانده واسیلی تسیبلیف و همراهی رینولد اوالد راهی مجتمع مداری میر شد.
سفر لازوتکین به میر بسیار پرماجرا شد. در روز ۲۳ فوریه در ایستگاه یک آتش‌سوزی رخ داد که او و همکارانش بلافاصله وارد عمل شدند و آن را خاموش کردند. اما از آن وحشتناک‌تر حادثه تصادف ناو باربری پروگرس بود که نه در گذشته و نه بعد از آن چنین اتفاقی نیفتاده بود.
پروگرس ام-۳۴ در ساعت ۱۰ و ۲۲ دقیقه روز ۲۴ ژوئن ۱۹۹۷ از مجتمع مداری میر جداشد و قرار بود روز بعد اتصال مجدد آن با هدایت تسیبلیف انجام شود. این کار را نه از داخل پروگرس، بلکه از میر و با استفاده از دستگاه‌های ارتباطی بین دو ناو انجام می‌شد. ناگهان هدایت ناو از دست تسبلیف خارج شد و مسیر نامعلومی را در پیش گرفت و با واحد اسپکتر که بخشی از مجتمع مداری میر بود تصادف کرد. به این ترتیب واحد اسپکتر و صفحات خورشیدی آن صدمه دید. مرکز هدایت پرواز بعد از بررسی جوانب مختلف حادثه اعلام کرد خطری فضانوردان را تهدید نمی‌کند.
در ۵ اوت ۱۹۹۷ ناو کیهانی سایوز تی ام-۲۶ به سرنشینی آناتولی سالاویف و پاول وینوگرادوف برای عملیات تعمیر اسپکتر به فضا پرتاب شدند و سفر فضایی لازوتکین پس از ۱۸۴ روز و ۲۲ ساعت و هفت دقیقه و ۴۰ ثانیه در ۱۴ اوت همان سال پایان یافت.

## بازنشستگی
لازوتکین در سال ۲۰۰۲ دوباره به تمرین برای سفر به فضا مشغول شد. اما در اوت ۲۰۰۵ در حالی که در آمریکا مشغول آموزش بود، حالش خراب شد و به بخش مراقبت ویژه قلب بیمارستان در هوستون اعزام شد، پزشکان در آنجا او از ادامه تمرین منع کردند. در بازگشت به مسکو مجدداً مورد معاینه قرار گرفت و بالاخره بر اساس تصمیمات کمیسیون عالی پزشکی در نوامبر ۲۰۰۷ وی را از فضانوردی بازنشسته شد.
لازوتکین که فضانورد فعالی در زمینه‌های اجتماعی است از سال ۱۹۹۹ به عنوان یکی از بنیانگذاران مرکز همکاری‌های فضایی «سیاره زمین» به ترویج فضانوردی می‌پردازد. همچنین او مدیریت مرکز ترویج و آموزش فضا کودکان و جوانان روسیه را بر عهده دارد. از سال ۲۰۱۰ نیز به عنوان معاون مدیر امور علمی و آموزشی و روابط عمومی موزه یادمان فضایی و از ۲۰۱۱ تا ۲۰۱۴ به عنوان مدیر این موزه فعالیت کرد. لازوتکین هم‌اکنون به عنوان یکی از مدیران کلید مؤسسه زوزدا سازنده تجهیزات فضایی از جمله لباس و وسایل ایمنی فضانوردان فعالیت دارد.

## سفر به ایران
الکساندر لازوتکین در بهمن ۱۳۹۴ به ایران آمد. او در جریان سفرش به ایران از شهرهای نهاوند، تهران، اصفهان، تبریز، دامغان و مهاباد بازدید کرد و سخنرانی‌هایی در این شهرها داشت. وی در بازدید خود از ایران در جنبش سین هشتم شرکت کرد و مدال یادبودی به آن اهدا نمود.